# Korpskommandant

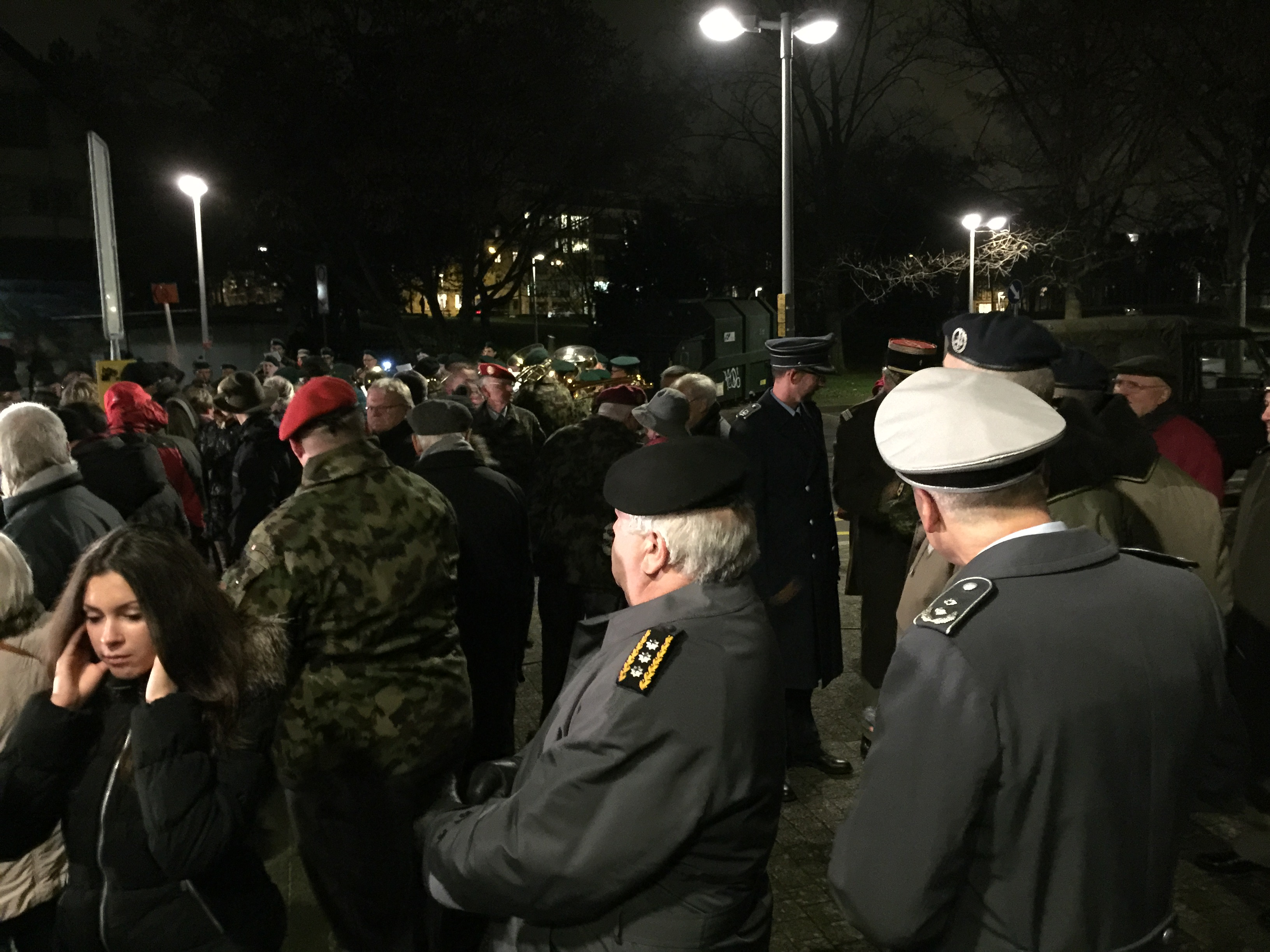
Gradabzeichen Schweizer Korpskommandant (Bildmitte)

Korpskommandant (kurz: KKdt) ist der Befehlshaber oder kommandierende General eines Armeekorps. In der Regel übt ein Offizier in höherem Generalsrang oder ein Feldmarschall diese Funktion aus. In einigen Armeen wird Korpskommandant auch für einen speziellen Generalsdienstgrad verwendet, der dann nicht zwingend mit dem Kommando über einen Großverband verbunden ist.

## Schweizer Armee
In der Schweizer Armee wird der Generalsrang Korpskommandant (KKdt; commandant de corps, comandante di corpo) anstelle des international üblichen Generalleutnants verwendet. Bis 1977 wurde der Dienstgrad als Oberstkorpskommandant bezeichnet. Der Korpskommandant ist in Friedenszeiten der höchste Dienstgrad der Schweizer Armee. Nur bei einer Mobilmachung wird ein General als Oberbefehlshaber der Armee eingesetzt. Der Chef der Armee (aktuell: Thomas Süssli) bekleidet demzufolge den Rang eines Korpskommandanten, aber auch der Chef Kommando Operationen (aktuell: Laurent Michaud) und der Chef Kommando Ausbildung (aktuell: Hans-Peter Walser). Seit 2020 trägt mit Daniel Baumgartner auch der Verteidigungsattaché in Washington den Grad des Korpskommandanten.
Bis 2003 waren der Generalstabschef, der Ausbildungschef (bis 1995) bzw. Chef Heer, die Kommandanten der vier Armeekorps und der Kommandant der Flieger- und Fliegerabwehrtruppen Korpskommandanten. Seit 2004 gibt es in der Schweizer Armee keine Armeekorps mehr. Das Dienstgradabzeichen zeigt bei der Schweizer Armee drei mit goldenem Lorbeerlaub eingefasste Sterne auf den Achselschlaufen und einen Lorbeerkranz mit einem schmalen Streifen am oberen und unteren Rand auf dem Uniformkäppi.
Im Verkehr mit dem Ausland wird er als Lieutenant General bezeichnet (Abkürzung: Lt Gen, NATO-Code: OF-8).
| Niedrigerer Dienstgrad Divisionär | Offiziersdienstgrad Korpskommandant | Höherer Dienstgrad General |
| Einordnung: Mannschaften – Unteroffiziere – Höhere Unteroffiziere – Subalternoffiziere – Hauptleute – Stabsoffiziere – Höhere Stabsoffiziere – Oberbefehlshaber der Armee Alle Dienstgrade auf einen Blick: Grade der Schweizer Armee |                                     |                            |

## Österreich
Von 1980 bis 2002 wurde der Dienstgrad Korpskommandant nach Schweizer Vorbild auch im österreichischen Bundesheer verwendet. Mit 1. Dezember 2002 wurde er durch Generalleutnant ersetzt.

## Sowjetunion
Von 1935 bis 1940 war die Bezeichnung KomKor die Kurzbezeichnung für Komandir korpusa (russisch Комкор / Командир корпуса; englisch commander of the corps / corps commander, deutsch Korpskommandant, Korpsführer oder Korpskommandeur) ein sowjetischer Generalsrang und entsprach dem späteren Rang eines Generalobersten OF-8.